# 約克
约克（英語：York，當地 i/ˈjɔːrk/），位於英國英格蘭約克郡-亨伯區域北約克郡，英格蘭的城市、單一管理區，位于乌斯河畔、利兹东北偏东，起初为盖尔人的居点，后为罗马人、盎格鲁人、丹麦人和诺曼人占领。中世纪该城是繁荣的羊毛市场和教育中心，其大主教地位仅次于坎特伯雷大主教。市區人口約为137,505人（2001年）。
至於在行政區劃方面，1996年4月1日時設置的約克市（英語：City of York）則包含了傳統上的約克市區與一些鄰近的教區，是英格蘭的郡級行政單位──單一管理區──之一，隸屬於約克郡-亨伯，並具有自治市地位。根據2006年的統計，整個約克市行政區內的人口約有186,800人。
約克傳統上是與其同名的約克郡首府，然而，它並不屬於組成約克郡之三個巡區（Ridings）的任何一部份。現代的約克市設立於1996年4月1日，是一個擁有自治城市地位的單一管理區，其範圍除了傳統上的約克市區本身之外，許多以前屬于周遭哈羅蓋特、拉伊代爾（Ryedale）與塞爾比等幾個區的教區，也在行政區改制時被劃入約克市的範圍之內。約克市的周圍大部分是被北約克郡所包圍，東側則是另一個單一管理區、約克郡東瑞丁。除此之外，北約克郡也是約克市的名譽郡。

## 地理
约克位于约克谷地内，是一块位于本宁山脉、北约克漠泽的肥沃土地。位于最后一个冰河时代形成的冰渍土上的乌斯河和弗斯河的汇合处。
罗马时代，乌斯河和弗斯河是一片沼泽地带，使得约克成为一个易守难攻的城市。这座城市拥有水网密布的河流为富有实效的屏挡，包括乌斯河上的河堤，河上建设有可升降的水闸，2000年10月至11月，约克经历了 375 年来最大的一次洪水，300 户人家受灾。许多在城市里和市郊的土地因为洪水的原因，除了农业用途外没有其他用途。

## 歷史

### 羅馬時期的約克
約克與羅馬帝國及維京人有很深的淵源，其建城歷史可以回溯到公元71年，曾是罗馬下不列顛的首府。豐富的歷史資產帶動了約克的觀光業，每年多達兩百萬的遊客使約克成為除倫敦以外遊客最多的英格蘭城市。約克同時也以其巧克力工業及約克大學而著名。
罗马人对约克的统治在3世纪末逐渐因为北部凯尔特人大举南下而逐渐衰败，并於356年陷落，378年再次夺回，但到了5世纪初，随着日耳曼人大举进攻西欧，而于415年陷落，但罗马人的残兵败将在430年再次攻占，并控制到7世纪末。
約克因其歷史而著名，在羅馬時代稱為艾伯拉肯（拉丁語：Eboracum）。這個城市建立於西元71年，在之後很長的一段期間裡，一直是英格蘭北部的主要城市。每年都有成千上萬的遊客聚集在這裡，造訪倖存的中世紀建築，和點綴其間的羅馬和維京人遺跡。約克市政廳有27個保護區，至少照料了2084個登錄建築和27處在册古迹。
對古羅馬而言，艾伯拉肯是一個主要的軍事基地；羅馬皇帝塞維魯和羅馬帝國君士坦丁一世的父親君士坦提阿斯分別於西元211年和306年駕崩於此。君士坦丁大帝在約克被軍隊擁立為皇帝（另一個會有皇帝被擁立的地方只有羅馬當地），随后南下意大利夺取了政权。主要的羅馬遺跡被發現於約克大教堂底下，另一個被重建的羅馬石柱現矗立於Deangate。这里还保留了一个罗马浴室，后来又挖掘出一个神庙和欧斯河上罗马古桥遗址。城墙外是牢固的罗马公墓，大量罗马发现品现在收藏在约克郡博物馆。
7世纪初，约克的保利努斯（Paulinus of York）将基督教带到这个地区，国王诺森比亚的埃德温皈依，第一个大教堂据信建于627年，尽管早期大教堂的位置还在争论。当时的约克成为一个学习中心，最著名的学生是阿尔昆，他后来投入查理曼帐下，成为了著名的朝臣和学者。

### 维京时期的約克
西元866年，一支“強大的維京人軍隊”佔領了約克，876年之後，維京人長期定居於約克郡部分鄉間。維京人國王統治這個地區近一世紀，在歷史學界以約維克的維京王國著稱。直到西元954年，最後一位維京國王，挪威的埃里克一世被驅逐，而他的王國則併入新興的英格蘭王國。在此一時代，另一位知名的學者是約克大主教伍爾夫斯坦二世。

### 中世紀時期的約克

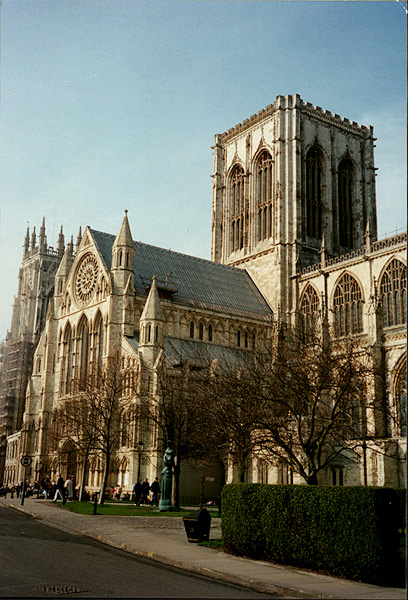
約克大教堂

1066年，諾曼征服英格蘭以后，约克于1069年遭到了北方大浩劫的災難并造成很大的破坏，此乃當時的英格兰國王征服者威廉发动了一系列针对約克地方起义的报复行动。乌斯河畔各建起了一座城堡。此时，约克逐渐成为一个重要的城市并成为约克郡的行政管理中心。并在这里设立了大主教，在13世纪末和14世纪，这里的主教成为了仅次于皇家政府另一重要的行政机构。它也是重要的贸易中心，在诺尔曼征服后，这里兴建了好几处宗教建筑，包括圣玛丽修道院和圣三一修道院，这座城市也成为皇家所有地，郡守对这里的犹太社区加以切实的保护。
1190年3月16日，一场市民暴动迫使约克的犹太人逃往郡守控制的木制城堡中避难，木制城堡最后被点燃犹太人遭到了屠杀，这极有可能是城里的富豪因为拖欠了犹太人的债务而鼓动市民造成的惨剧，最起码，他们在惨剧到来时袖手旁观，纪念约克大屠杀的犹太礼拜仪式一直延续到1990年，正统的犹太教禁止犹太人居住在这座城市。
中世纪晚期，约克达到了它的鼎盛时期，这反映在建筑环境上。约克大教堂是英格兰最大的中世纪主教座堂和欧洲最大的哥特式教堂之一。中世纪城墙和城门，即所谓的“长条”环绕着整个城市，至今仍可以看到。

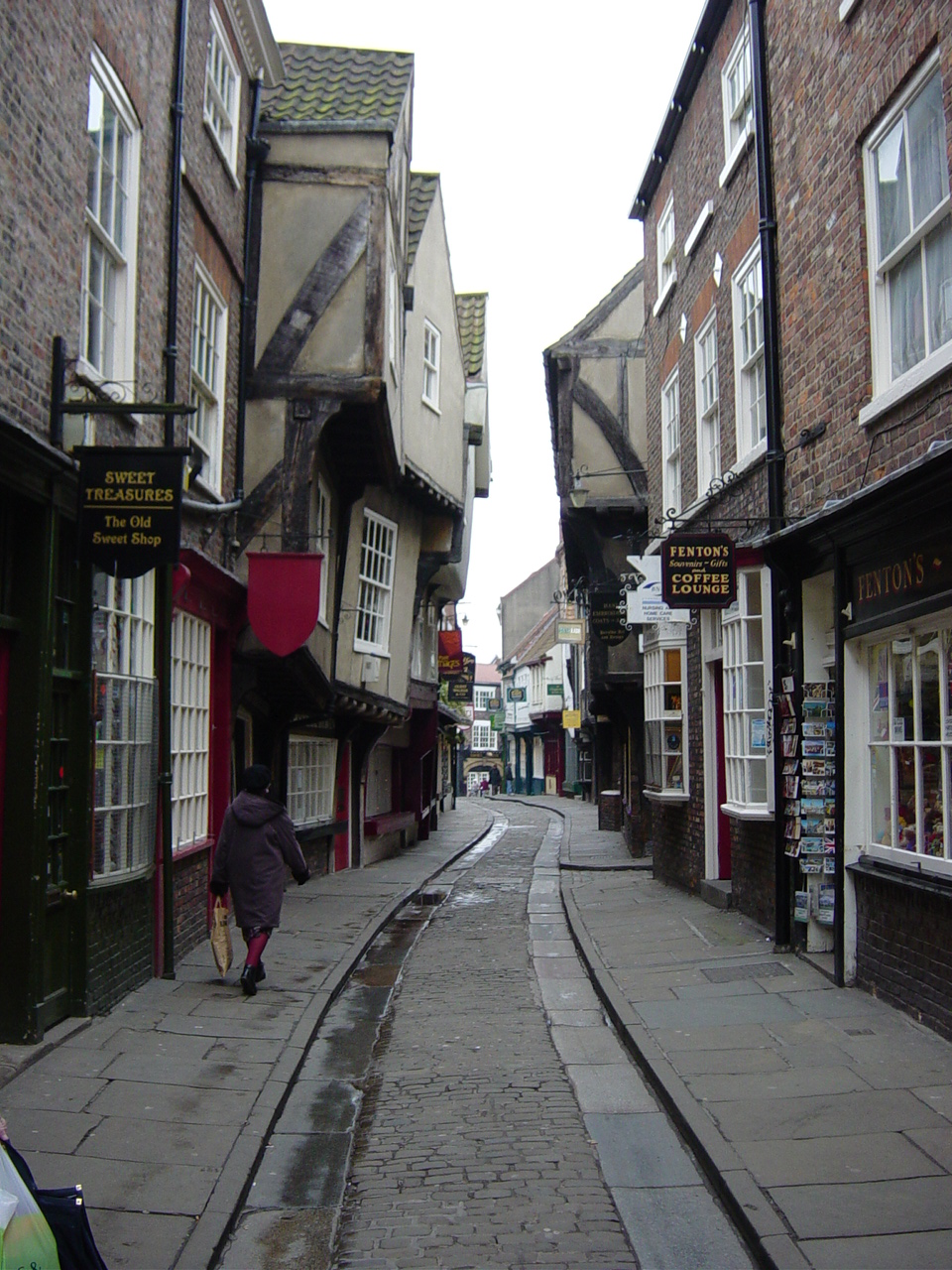
“肉铺街”约克一角

14世纪末和15世纪初，约克被描绘成一片繁荣。在这期间，与圣体节相关的周期性宗教盛会或者表演充斥街头，越来越多的艺人来此卖艺表演。这段时间里，诸多社会名流，诸如老尼古拉斯布莱克伯恩，他是贵族并于1412年担任市长，同时他也是商界领袖。他的形象被刻画在北街诸圣堂东面窗户上。自15世纪末以来，它见证了约克的经济衰退；宗教上，约克的重要性也日趋衰减。在这个世纪内，新市政厅的建设可被视作是对前途未卜的市民信心重建的一种努力。
从中世纪后期一直到现在，约克郡的肉铺街长久以来一直以伸出街檐的肉铺吸引着众多游人，而现在出售纪念品的商店已经取代肉铺。约克也是众多幽灵走道的故乡。

## 現代的約克

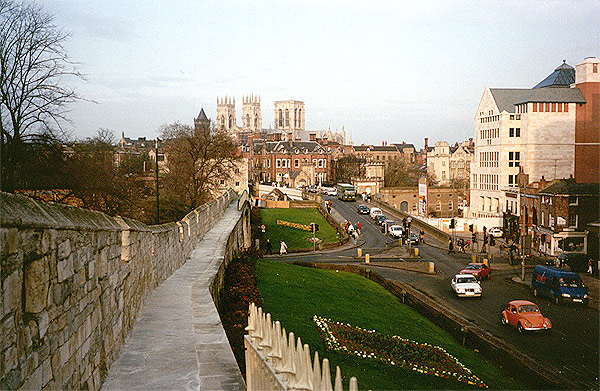
从城墙上看大教堂

除了旅游胜地，约克还是交通枢纽，教育和商业中心。它是一个主要的铁路中转站，是奔宁山脉和英国东海岸的交汇点。
约克也是赛马的主要赛场。约克赛马场位于内维斯迈尔地区。
约克拥有两个生产巧克力的大型工场，罗斯瑞内尔斯特尔和泰瑞，虽然另一家主营炼糖业。约克是奇特凯特，斯玛特里和泰瑞橙味巧克力的故乡，与之齐名的有约克棒。2004年4月，泰瑞宣布它有意停止在约克的巧克力业务。
約克的足球队是英格兰足球联赛的成员，约克的英式橄榄球队名曰约克游侠队。在约克地区有地方性的报纸《约克晚报》。
约克还聚集着大量的酒吧。约克的酒吧之多据说一天去一家一年之内可以不重复，尽管有一点夸大。大概是因为诗歌许可证的缘故，在城墙上的任何一点你都能看到至少一所酒吧和一座教堂。
欧斯河的泛滥使得约克总是处在洪水的威胁之下，约克有着规模庞大，但不一定有效果的防洪网络。包括沿着欧斯河修建的城墙，和横跨欧斯河的河堤（参见欧斯河），城内预留了大片为了防备洪水泛滥的空地。也正是基于这个原因，这里有别处所没有的大片绿地。欧斯河沿岸有着洪水滋润着的草地，而城市周边的低洼地带则环绕着沼泽。另一个类似的地方叫做流氓潭。夏天，当它们干涸，这片地被辟为消遣的娱乐场，牛群也在上面吃草。
现在，旅游业已成为约克最主要的产业，拥有历史建筑的核心区成为这个城市最主要的财富，在1968年，这一区域被划归为保护区。其他的旅游景点还包括1975年兴建的大英铁路博物馆。此外1963年创建的约克大学也为这座城市的繁荣增加了异彩。快速发展和不断更新的铁路技术让约克和伦敦实现两小时直达。很多公司在约克设立了办公室或者将整个公司迁往约克。
约克曾经在2007年被评选为当年的欧洲旅游城市，它是在战胜了130个其他欧洲城市后荣膺这一称号的。领先第二名的瑞典城市和第三名的西班牙城市。

## 政治

### 地方政治
约克是约克郡的首府，约克郡因约克得名。约克从古至今就是一个市镇，在1888年《地方政府法》颁布后，1889年，约克成为一个直辖市。这一状态一直保持到1974年。当时，在《地方政府法》。1972年版颁布后，约克成为北约克郡的一个非大都会区。1990年，约克经历了地方政治改革。约克成为众多获得一元状态的市镇。但却是唯一更改了边界的市镇。将周边两个市镇的部分区域划归进入约克。
这个城市拥有47个政务会委员，根据2007年9月的地方选举，因为没有一个政党在这次选举中获得压倒多数的胜利。因此，没有一个政党在约克占据绝对多数。2007年5月英国自由民主党占据了20席，因此形成了一个少数派政府。剩余的政务会委员中，有9名是执行委员，剩余的18名工党委员组成了政府内的反对派。9个执行席位中，保守党拥有7席，绿党占据2席。
2007年，政务会委员艾琳被任命为约克的市长，而基思·海曼则被任命为约克的保民官，尽管是一个很纯粹的形式上的职务，但约克保留了全英格兰最古老的保民官。除了主持日常的行政工作外，约克市长的其他任务还包括民政和礼仪上的职责。

### 选举
约克的大部分地区归属于英国议会约克市选区。尽管约克城郊和外围的部分区域属于其他地方。整个城市和地方行政区属于欧洲议会的约克郡-亨利伯选区。

### 法庭
这个城市拥有自己的地方治安官，通常情况下也有国王裁判所和地区法院。它作为北约克郡警察力量的一部分，国王裁判所是由著名建筑师约翰·卡尔设计，紧挨着监狱（包括行刑的地区）。这个监狱现在已成为城堡博物馆，但仍拥有不少号房。

## 经济
约克经济主要是依靠服务业。2006年，约克的就业人口中有87.1%集中在服务业。约克的服务业包括公共服务部门、卫生、教育、金融、信息技术等行业。其中旅游业吸纳了10.9%的就业人口。2007年约克的失业率停留在1.9%左右，大大低于英国3%左右的失业率。约克市政厅是约克最大的用工部门，共有6500名雇员。
相比20世纪50年代，约克的经济地位已大为不同。当时，约克的繁荣在很大程度上是建立在巧克力生产和铁路等部门。一直到20世纪80年代，30%的劳动力集中在5家雇主手中，4家公司提供了75%的制造业的工作岗位。现在，约克大学附近的科学园区让这个城市开始向科技和创新产业发展，这个城市也变为重要的国家科学城。1998至2008年这10年间，有80家高新技术企业应运而生，并提供了2800个新工作机会。

## 教育
约克大学的主校区在城市的南部，而考古学系和中世纪研究系则位于市中心。直到2006年更靠近市中心的约克圣约翰大学建立，约克大学是约克城内唯一的高等学府。而圣约翰大学的前身是利兹大学下属的一个学院。直到现在成立和约克大学地位相同的独立大学，此外，城中还有法律大學的一所分校。约克大学内还拥有一所声誉远播的医学院，赫尔约克医学院。
城内还有两所继续教育学院，约克学院是合并了约克理工学院和约克六年级学校。学生在这里学习从学术课程到职业教育，学生从刚刚离开学校的到六年级学生直到想更换工作而来充电的。阿斯克汉姆学院则提供更多的继续教育课程，基础课程和荣誉课程。尤其是在更加职业化的课程，涵盖了园艺学、农学、动物管理甚至高尔夫球课程管理。
此外，城内还有55所学校，当地的教育管理部门是约克市政厅，它负责管理基础教育和中等教育。大约40所学校负责教育从5至11岁的儿童和少年，有的学校甚至提供从3岁以来的学前教育；11到16岁的教育则由11所中等学校负责提供，其中的4所提供16到18岁阶段的教育。
约克还拥有几所私立学校，圣彼得学校因其历史悠久而闻名。阿尔昆，后来的查理曼的导师，曾执教于此。这里也是盖伊福克斯的母校。另外两所则源于贵格教派：布斯学校是一所男女工校的学校，而蒙特学校则是一所女子学校，在城市的郊区则坐落着玛格丽特学校，另一所则是教会学校，为约克的教堂培养唱诗班的幼童。
2007年9月10日，奥克兰体育学院和洛菲尔德综合学校合并而成了一所新学校，新学校的名字叫做约克中学，校长戴维埃利斯，他此前曾在奥克兰学校担任校长，2009年1月它将极有可能搬至克恩兰德路（玉米地路）上的校址。

## 交通
约克座落在欧斯河畔，并且位于约克谷地的中央，这就意味着它在国家的交通体系中扮演着重要的作用。

### 河运
约克座落在欧斯河与弗斯河的合流处，欧斯河是一条受潮汐影响的河流，在涨潮时候，远航的船只能够抵达约克。现今，这些合流仍旧是可通航的，尽管弗斯河只能在两河交汇处上游不远的地方，在约克南部那伯恩处建设的一座欧斯河水闸则意味着欧斯河也不再是一条潮汐影响的河流。
直到20世纪末，约克与赫尔之间的欧斯河仍可以通航，最后的让人铭记的交通运输是1997年通过弗斯河向河畔的新闻印刷厂运送新闻纸，现在的水上运输仅仅为旅游观光服务，约克游船公司提供游船服务。

### 公路
正如大多数罗马时期建设的城市一样，约克由长距离干道沟通连接，整座城市座落在连接邓肯斯特和泰恩河畔的A19公路和利物浦到约克的A59公路的交汇处；此外还有两条公路也在此交汇，他们分别是利兹到斯卡博夫的A64和约克到赫尔的A1079公路。A64也扮演着沟通公路的静脉作用，在约克城外10英里处沟通着A1和M1。
城市的四周由一条外环路环绕，外环路距离市中心大约3英里左右，这使得想穿城而过的公路得以绕城而行。街道的设计和规划可以追溯到中世纪时代，但并不适合现代的交通方式。因此，大部分城内的公路是在工作时间是禁行或者全部限行的。为了应对这一情况，城内开行了5条连接停车场和城市的公交线路，这些交通线路的车站和停靠点座落在城市的边缘，很容易通过城市环路到达，也让希望进城旅游的游客能很容易通过公交车到达。

### 铁路
从铁路时代开始，约克就是一个重要的铁路枢纽。约克的第一条铁路修建于1839年，许多年以来，这座城市一直是英格兰东北铁路公司的总部和主要所在地。
约克火车站是连接伦敦和爱丁堡的东部铁路线的最为重要的站点之一，从约克乘火车去伦敦只需要不到2个小时的时间，每个工作日有超过25趟列车经过约克。它也是经伯明翰沟通英格兰东南部和跨境运输连接爱丁堡和纽卡斯尔、格拉斯哥的长途火车所停靠的重要站点。
经过约克，你也可以乘坐地区铁路公司的火车抵达纽卡斯尔、利兹、曼彻斯特、曼彻斯特机场和利物浦。北方铁路公司则连通了约克与赫尔、利兹、谢菲尔德和在其区间的城市和乡镇，以及其他许多位于大曼彻斯特和兰卡夏郡的城市。

### 空运
约克有一个飞机场，该机场曾经是皇家空军基地。在约克城东南面7英里处，这里也是约克郡航空博物馆的所在地，尽管约克拥有全英最长的铁路线，但这座机场却仅向私人飞机开放。想要通过飞机到达约克的旅客的首选当属曼彻斯特机场，从这里搭乘直达火车仅需1小时就能到达约克，这让约克和北英格兰地区最重要的机场连接在一起，通过这里，你能够很方便地到达北美、欧洲、非洲和亚洲的许多城市。
离约克更近的还有利兹布拉德福德机场，约克第一汽车公司开心的通勤车仅需1小时就能将乘客从约克带到机场。

## 著名景點

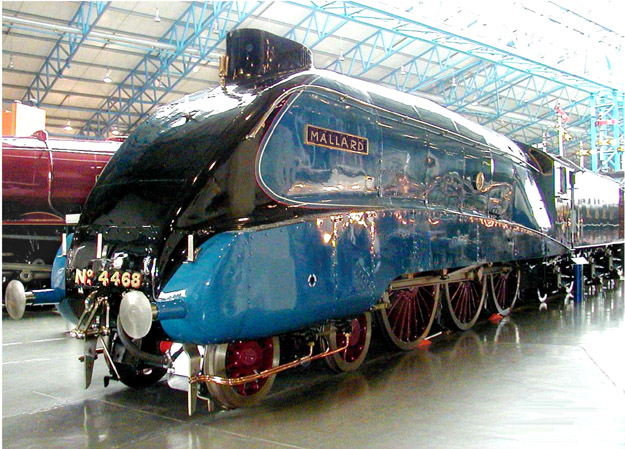
The Mallard locomotive, 國立鐵路博物館

克利佛德塔和约克城堡是约克城内仅存的少数遗迹之一。克利佛德塔是战乱火灾后仅存的建筑，而约克城堡博物馆由监狱改建而成，最大特色是内有一条仿造19世纪维多利亚街道实景的展馆，展现了当时街道上的面包店、银行、酒吧、裁缝店等。
市中心，铺满鹅卵石的石门 ，早在维京人占领之前就已经存在，保留了不少中世纪建筑物。街上每一家商店都有独特的建筑风格，售卖着当地的纪念品。此处新建了一条地下缆车线路，以维京生活为主题，特色在于有一个比较完整的古代人生活方式的展现，带有一定的科幻风格。在石门附近，有一条名叫肉铺街的小巷，它也是约克最具有历史意义的街道之一。
- 考古資源中心
- Bar Convent Museum
- Barley Hall
- 克利佛德塔
- 约维克北欧海盗中心（维京城市遺址）
- 英王領地（英语：King's Manor）
- 商業冒險家會館（英语：Merchant Adventurers' Hall）
- Micklegate Bar Museum
- 國立鐵路博物館
- 國立古代音樂中心（英语：National Centre for Early Music）
- 聖母修道院（英语：St Mary's Abbey, York）
- 司库楼（英语：Treasurer's House, York）
- 約克城堡博物館
- 约克美术馆
- 約克城中世紀城牆 (含教士門博物館（英语：Monk Bar Museum）)
- 約克地牢（英语：York Dungeons）
- 約克大教堂
- 約克郡博物館

## 友好城市
- 法國 第戎

## 參见
- 約克的橋樑（英语：Bridges of York）